# Deštná
Deštná (deutsch Deschna) ist eine Gemeinde in Tschechien. Sie befindet sich 16 Kilometer nordwestlich von Boskovice und gehört zum Okres Blansko.

## Geographie

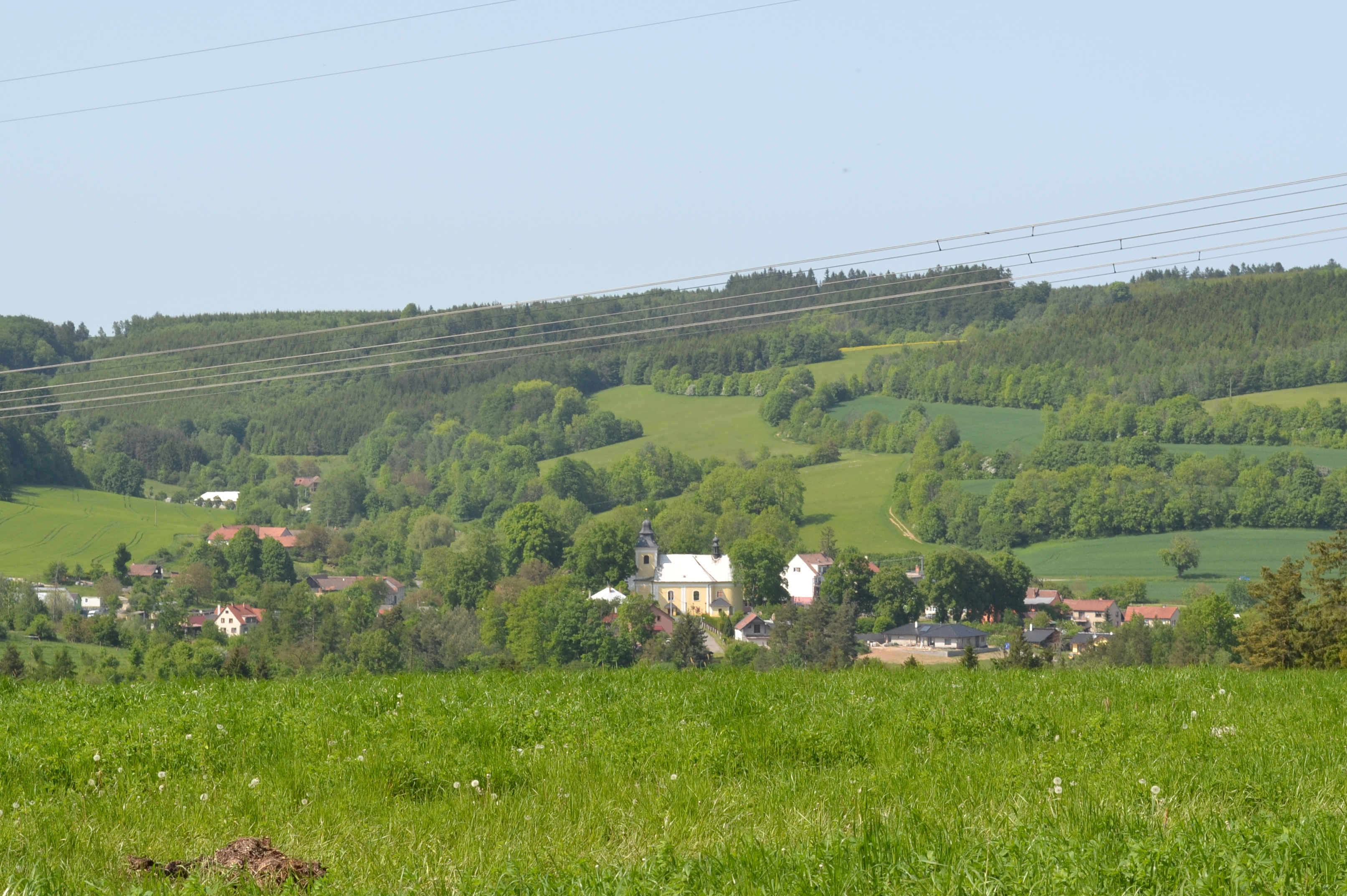
Ortsansicht

Deštná befindet sich im Tal der Zavadilka in der Böhmisch-Mährischen Höhe. Westlich erhebt sich der Na Vrších (Bartaberg, 547 m).
Nachbarorte sind Horákova Lhota im Norden, Horní Smržov im Nordosten, Luhy und Roubanina im Osten, Chlum im Südosten, Bahna, Rumberk und Dolní Smržov im Süden, Rozhraní im Südwesten, Chrastová Lhota und Půlpecen im Westen sowie Moravská Chrastová, Mariánské Udolí, Sibíř und Drahošov im Nordwesten.

## Geschichte
Die Burg Rumberk wurde wahrscheinlich in der zweiten Hälfte des 13. Jahrhunderts errichtet. Sie war Sitz eines bischöflichen Lehens des Bistums Olmütz und seit 1274 ist ein Bertold von Rumberg überliefert. Als wirtschaftliches Zentrum entstand im Zavadilkatal das Städtchen Rumberk. Die Herren von Rumberg waren mit den Ronowern verwandt, und es wird angenommen, dass sie aus Sachsen einwanderten. Neben dem Städtchen Rumberg gehörte wahrscheinlich auch die Burg Letovice zur Herrschaft Rumberg. Nach der Teilung des Lehens verlor die Burg ihre Bedeutung und erlosch zum Ende des 14. Jahrhunderts.
Deštná wurde im Jahre 1317 erstmals urkundlich erwähnt. Seit dem 15. Jahrhundert hatte Deštná eine Kirche und Pfarre. Die alte Kirche stand wahrscheinlich auf dem Friedhof und ging im Dreißigjährigen Krieg unter. Erhalten blieb die 1408 geweihte Glocke der Kirche, die wegen ihres historischen Wertes zu späteren Zeiten als einzige vor Einschmelzung zu Kriegszwecken bewahrt blieb.

## Ortsgliederung
Die Gemeinde Deštná besteht aus den Ortsteilen Deštná (Deschna) und Rumberk (Rumberg), die zugleich auch Katastralbezirke bilden.

## Sehenswürdigkeiten
- Reste der Burg Rumberk, im Wald südlich des Ortes.
- Kirche St. Peter und Paul, erbaut von 1781 bis 1782 und geweiht durch Bischof Anton Theodor von Colloredo-Waldsee-Mels. Die Kirche gilt seit 2000 als Kulturdenkmal.